# Station Couëron
Station Couëron is een spoorwegstation in de Franse gemeente Couëron.